# SMS Dresden (1907)
SMS Dresden  var en tysk lätt kryssare, byggd 1907 om 3 600 ton. Hon borrades i sank utanför Robinson Crusoe-ön den 14 mars 1915 av sin egen besättning.

## Konstruktion

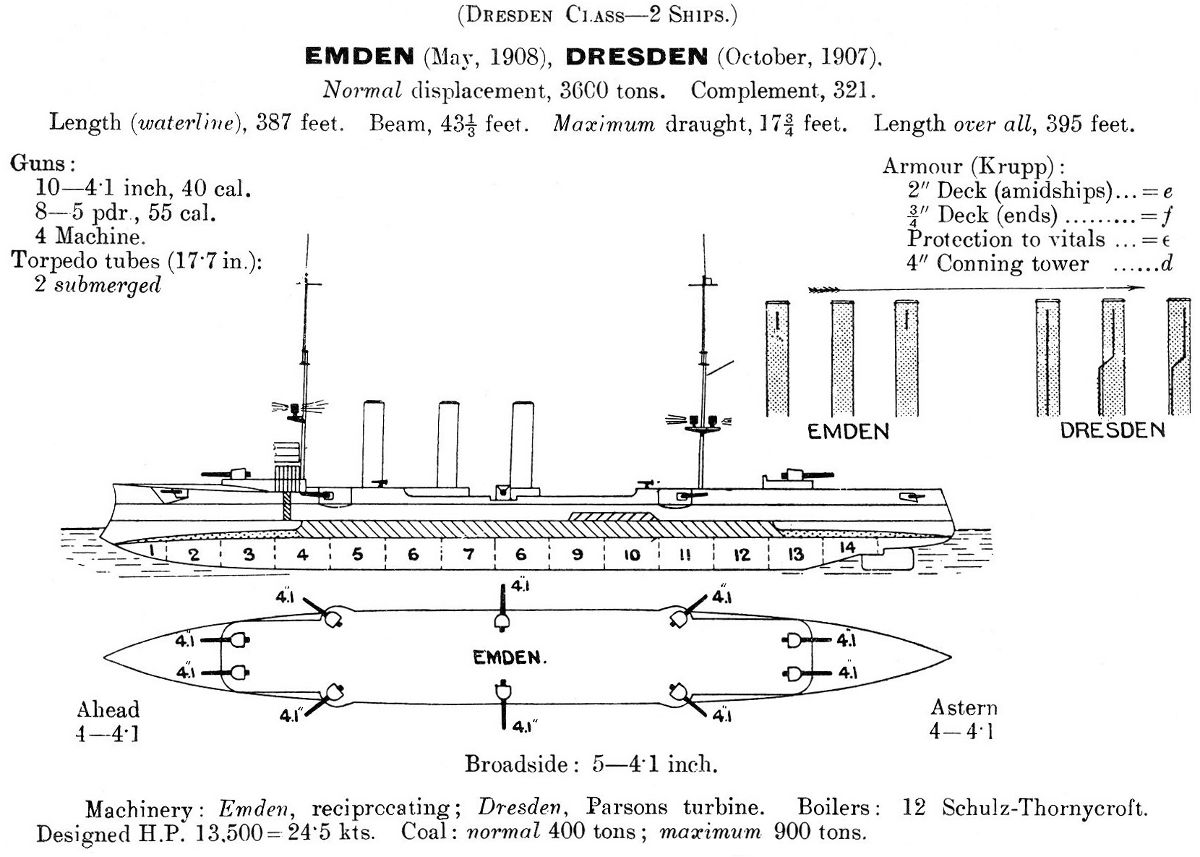
Ritning av SMS Dresden

Dresden var 118,3 meter lång över allt, hade en bredd på 13,5 meter i vattenlinjen och ett djupgående på 5,53 meter i fören. Hon hade ett deplacement på 4 268 ton vid full last. Maskineriet bestod av två Parson ångturbiner med en sammanlagd effekt  på 15 000 shp (11 000 kW), detta gav en toppfart 24 knop. Turbinerna fick sin ånga från tolv koleldade vattenrörspannor. Fartygets kolbunkrar rymde 860 ton kol som gav henne en räckvidd på 3 600 nm vid 14 knop. Hon hade en besättning på 18 officerare och 343 värnpliktiga.
Huvudbestyckningen var tio 10,5 cm/40 SK L/40 kanoner i enkel montage. Två var placerade sida vid sida på backen, sex stycken midskepps, tre på vardera sidan, och två var placerade sida vid sida akterut. Kanonerna hade en effektiv räckvidd på 12 200  meter. Durkarna rymde 1 500 granater totalt, vilket gav 150 granater per kanon. Två däcksmonterade 50 cm torpedtuber med fyra torpeder fanns också. Möjligheter att transportera femtio sjöminor fanns. Fartyget var skyddad av ett pansardäck som var maximalt 80 millimeter tjock och kanonerna skyddades av 50 mm tjocka sköldar.

## Historia
Dresden beställdes som en ersättare till SMS Comet. Hon kölsträcktes 1906 vid Blohm + Voss varv i Hamburg och sjösattes den 5 oktober 1907. Efter färdigställandet togs hon i tjänst i Hochseeflotte den 14 november 1908. Hon kolliderade med kryssaren SMS Königsberg 16 februari 1910. Dresden fick stora skador av kollisionen men inga besättningsmän skadades. Efter att ha återvänt till Kiel reparerades hon. 
Den 6 april 1914 seglade Dresden mot Tampico på Mexikos östkust för att kunna intervenera i Mexikanska revolutionen i syfte att skydda tyska medborgare. Örlogsfartyg från flera länder skickades i samma syfte. En amerikansk flottilj uppbringade det tyska handelsfartyget SS Ypiranga som transporterade vapen till Victoriano Huertas regim. USA hade infört ett vapenembargo för att minska våldet i Mexiko. Kort därefter så anlände Dresden som konfiskerade Ypiranga och satte henne i tjänst för att frakta tyska flyktingar från Mexiko. Trots det amerikansk embargot levererade tyskarna den stoppade vapen lasten till Mexiko.När Huertas regim föll den 20 juli transporterade Dresden Huerta och hans familj till Jamaica där den brittiska regeringen gav dem asyl. Vid det här laget var Dresden i behov av reparation och översyn hemma i Tyskland och hon mötte upp med sin avlösning SMS Karlsruhe den 26 juli 1914. Men första världskrigets utbrott förhindrade Dresden att återvända till Tyskland.

### Första världskriget
När stridigheterna bröt ut beordrade Admiralstab Dresden att bedriva sjöhandelskrig kring Sydamerika, speciell kring Río de la Platas mynning. Efter en månads jakt där man lyckades sänka två handelsfartyg ankrade Dresden den 5 september vid ön Hoste vid Beaglekanalen för maskinunderhåll. Den 8 september fick man order att möta upp med SMS Leipzig. De båda fartygen hade ingen lycka i sin vidare jakt på handelsfartyg och den 12 oktober anslöt de sig till Viceamiral Maximilian von Spees Ostasiengeschwader som låg vid Påskön för att ta ombord kol.
Den 30 oktober fick von Spee underrättelser om att den brittiska kryssaren HMS Glasgow låg i hamnen i Coronel och beslöt att angripa den. Vad tyskarna inte visste vara att Glasgow åtföljdes av Christopher Cradocks 4th Cruiser Squadron med pansarkryssarna HMS Monmouth och HMS Good Hope, detta kom att leda till sjöslaget vid Coronel. Detta skulle visa sig vara den första brittiska nederlagen till sjöss sedan Slaget vid Plattsburgh 1814. De båda brittiska pansarkryssarna sänktes utan större skador på de tyska fartygen.
Som ett svar på nederlaget sändes två slagkryssare HMS Invincible och HMS Inflexible under befäl av Doveton Sturdee för att jaga och sänka den tyska styrkan. Tyskarna i sin tur bestämde sig för att angripa den brittiska kolningsstationen på Falklandsöarna. När man angrepp den 8 december 1914 fanns redan den mycket starkare brittiska styrkan som skulle jaga tyskarna redan på plats. I det följande Sjöslaget vid Falklandsöarna utplånades den tyska styrka förutom Dresden som undkom tack vare sin höga fart. Den 9 december rundade hon Kap Horn och ankrade i en chilensk hamn för att lasta ombord mer kol. En av fartygets officerare Wilhelm Canaris lyckades utverka tillstånd att förlänga vistelsen i hamnen så att tillräckligt med kol kunde lastas för att man skulle nå Punta Arenas, dit man anlände den 12 december.

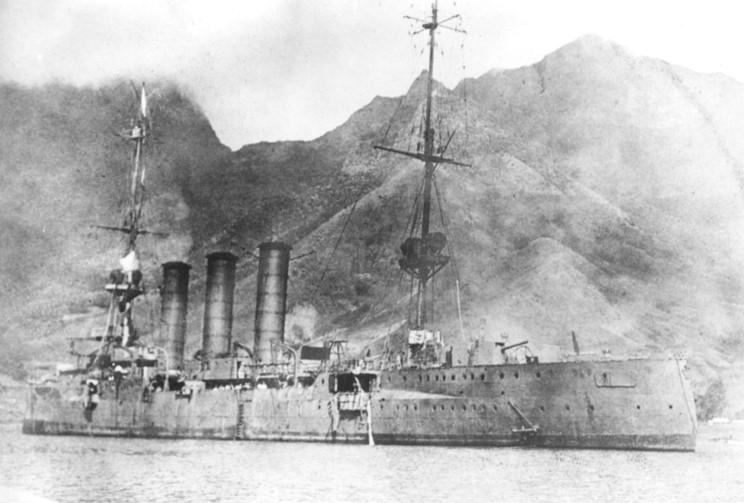
SMS Dresden under vit flagga strax innan hon sänks av sin egen besättning.

Den 8 mars 1915 upptäcktes Dresden av pansarkryssaren HMS Kent söder om Robinson Crusoe-ön men lyckade undkomma efter en fem timmar lång jakt. Jakten gjorde slut på Dresdens kolförråd och tog knäcken på hennes maskiner. Dresdens kapten Kapitän zur See Fritz Emil von Lüdecke beslutade att hon inte längre var stridsduglig och valde att låta henne interneras av chilenska myndigheter. Den 9 mars ankrade hon i Bahia Cumberland och meddelade de lokala myndigheter om önskan att interneras. Den 14 mars angrepps den ankrade Dresden av HMS Kent och HMS Good Hope i Slaget vid Más a Tierra. Efter att ha hissat vitt flagg borrades hon i sank utanför Robinson Crusoe-ön den 14 mars 1915 av sin egen besättning.